# Oude gevangenis

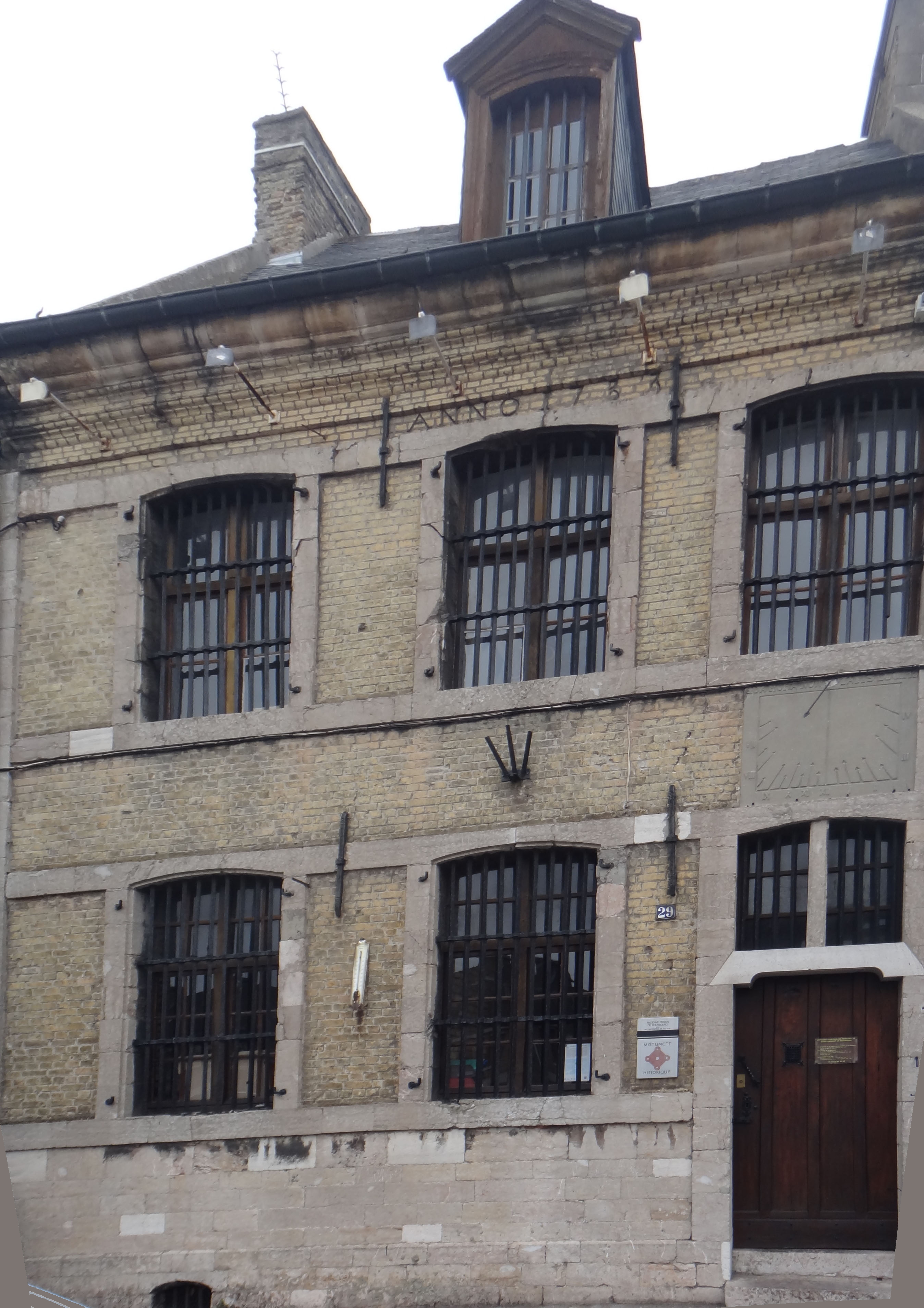
Oude gevangenis

De Oude gevangenis (l'Ancienne prison) is een bouwwerk in de tot het Noorderdepartement behorende stad Broekburg, gelegen aan het Place du Général de Gaulle 29.
Deze gevangenis werd gebouwd in 1754 en het is een van de oudste intacte van dergelijke inrichtingen van de streek. Met de cellen en cachots nog in de vroegere staat ziet men ook tal van op de wanden geschreven getuigenissen van de toenmalige gevangenen. Het gebouw werd in 1972 geklasseerd als monument historique en er worden rondleidingen in gegeven.